# Гхадамесский язык
Гхадамесский язык (гхадамес, гадамес; Ghadames, Ġadāmes, Ghadamès) — один из берберских языков на стыке границ Ливии, Туниса и Алжира. Общая численность около 4 тыс. человек, около 2 тысяч из них живёт в Ливии, остальные в основном в Тунисе.
Основным поселением является город Гадамес на ливийской территории, центр муниципалитета Гадамес.
Обычно считается одним из восточноберберских языков, хотя иногда включается в восточную подгруппу зенетских языков северноберберской ветви.
В литературе упоминаются 2 диалекта: айт-вазитен (Ayt Waziten) и эльт-улид (Elt Ulid).